# Amphismittia yoshiwaensis
Amphismittia yoshiwaensis är en tvåvingeart som beskrevs av Kawai, Okamoto och Imabayashi 2002. Amphismittia yoshiwaensis ingår i släktet Amphismittia och familjen fjädermyggor. Inga underarter finns listade i Catalogue of Life.